# 福島大学
福島大学（ふくしまだいがく、英語: Fukushima University）は、福島県福島市金谷川1番地に本部を置く日本の国立大学。1874年創立、1949年大学設置。大学の略称は福島県内を中心に東北地方では福大（ふくだい）が使用されることが多い。

## 概観

### 大学全体
第二次世界大戦後に学制改革が行われた際、旧制の福島高等商業学校・福島師範学校・福島青年師範学校を母体として成立した大学。人文社会学群・理工学群・農学群の3学群からなるが、母体となった旧制教育機関が人文社会学系であったため、文系色が濃い。理工学系は2004年に新設。農学系は2019年に新設。

### 理念

#### 大学運営の基本原則
以下を大学運営の理念として掲げている。
- 自由・自治・自立の精神の尊重
- 教育重視の人材育成大学
- 文理融合の教育・研究の推進
- グローバルに考え地域とともに歩む

#### 福島大学憲章
また、福島大学憲章（ふくしまだいがくけんしょう）は福島大学において、大学の構成員（学生・教職員）の過半数の署名によって2004年1月27日に成立した大学憲章である。福島大学の今後の姿、その精神を明確にしたもので、「自由な知を育む生活の場」、「大学の自治」、「社会的責任」の観点から決意を表している。また、大学づくりについて、学生、教員、職員がそれぞれの立場から参加する意思及び権利を主張している。
制定された直後の入学式において、当時の学長は式辞のなかで「大学憲章を尊重する」旨を述べるものの、その後独自に「新生福島大学宣言」を発表したため、憲章の位置づけが曖昧になった。ただし、「憲章」と「宣言」の内容については類似点が多い。

### 教育および研究
大学としては社会人教育を重視しており、旧短期大学部夜間部（経営学科）に始まり、行政社会学部・経済学部に夜間主コースを経て、現在は3学類括り募集の人文社会学群夜間主コースを設けている。

### 学風および特色
旧学部時代より、学群学類を越えた講義やプログラム・研究等の交流が強いことが挙げられる。

## 沿革

### 略歴
福島高等商業学校を前身とする福島経済専門学校と福島師範学校・福島青年師範学校が統合されて1949年5月に発足した。福島経済専門学校を母体として経済学部が、福島師範学校と福島青年師範学校を母体として学芸学部が設置された。経済学部は経済経営学類の前身であり、学芸学部は教育学部に改称した後人間発達文化学類となった。1987年10月には行政政策学類の前身となる行政社会学部が設置され、2004年10月に3学部制から2学群・4学類・12学系に改組された。2019年4月には食農学類が新設された。

### 年表
- 1874年9月 - 福島師範学校講習所開校（後の福島師範学校）
- 1920年10月 - 福島県立実業補習学校教員養成所設置（後の福島青年師範学校）
- 1921年12月 - 福島高等商業学校設置（1944年4月福島経済専門学校に改称）
- 1949年5月 - 福島師範学校・福島青年師範学校・福島経済専門学校（旧福島高等商業学校）を前身として新制福島大学発足、学芸学部・経済学部を設置
- 1966年4月 - 学芸学部を教育学部に改称
- 1969年7月13日 - 浜田町にあった教育学部北校舎が火災。木造二階建ての校舎が焼失[2]。
- 1976年4月 - 大学院経済学研究科を設置
- 1979年4月 - 大学事務局、および教育学部浜田町キャンパスを金谷川キャンパスに移転
- 1981年4月 - 経済学部森合キャンパスを金谷川キャンパスに移転し、浜田町と森合の両キャンパスを統合
- 1984年3月 - 経済短期大学部廃止
- 1985年4月 - 北海道・東北地区ではじめて教員養成系大学院である大学院教育学研究科を設置
- 1987年10月 - 行政社会学部（行政学科、応用社会学科）を設置
- 1993年4月 - 大学院地域政策科学研究科を設置
- 2004年
  - 4月 - 国立大学法人法により、国立大学法人へ移行
  - 10月 - 3学部制から2学群・4学類・12学系に改組
- 2005年4月 - 2学群・4学類で初の学生を受け入れる。福島市大町のチェンバおおまちに現代教養コース向けのサテライト教室 （街なかブランチ）を設置
- 2008年4月 - 大学院共生システム理工学研究科を設置
- 2009年4月 - 大学院教育学研究科を改組して大学院人間発達文化研究科を設置
- 2011年4月 - うつくしまふくしま未来支援センターを設置
- 2013年7月 - 環境放射能研究所を設置
- 2019年4月 - 農学群食農学類を設置するとともに、既存4学類の中にそれぞれ置かれた各専攻をコース制に再編
- 2023年4月 - 大学院食農科学研究科を新設するとともに、大学院を再編する計画を進めている[3]。大学院食農科学研究科の新設は、2019年4月に設置された「食農学類」の1期生の卒業にあわせて、さらに専門的な教育を行うため新設される。

## 基礎データ

### 所在地
- 金谷川キャンパス（福島県福島市金谷川1番地）

元来の住所は福島市松川町浅川であったが、大学敷地のみを、一帯の旧村名であり、かつ最寄り駅として馴染みのある金谷川へ地名変更を行った。なお、金谷川の地名は金谷川村発足前の旧村名からとった合成地名であり、（金沢村 + 関谷村 + 浅川村）、金谷川駅名もこれに由来する。
キャンパス周辺には学生向けのアパートが多く建つ一方で、スーパーマーケットなどの商業施設はみられない。福島市街までは鉄道で2駅（約10分）の距離である一方、標高約200mの丘陵地に立地していることから、自転車通学の学生は極めて少ない。
またすべての学類が金谷川キャンパス内にあり、全学生が入学から卒業までをこのキャンパスで過ごす。

### 交通アクセス
鉄道（JR東日本）
- 東北本線　金谷川駅　徒歩10分
  - 当学の西門側に位置。大学パンフレット等での交通案内も当駅利用が案内される[4]。

路線バス（福島交通）
- 医大経由二本松線『福島大学』　徒歩10分
  - 当学正門側（旧４号上）に位置。正門からすぐのところに位置。
- 金谷川-医科大学前線『金谷川駅前』バス停徒歩10分

その他、鉄道運休時などは福島駅から蓬莱団地方面への路線バスに乗車し、「蓬莱西口」または「医大病院」（下車約30分）などで迂回することも可能。

## 教育および研究

### 組織
学生は学類に、教員は学系に所属する。学類と学系には直接的な関連はなく、各学系は異なる学類を担当する教員で構成されている。

### 学群・学類

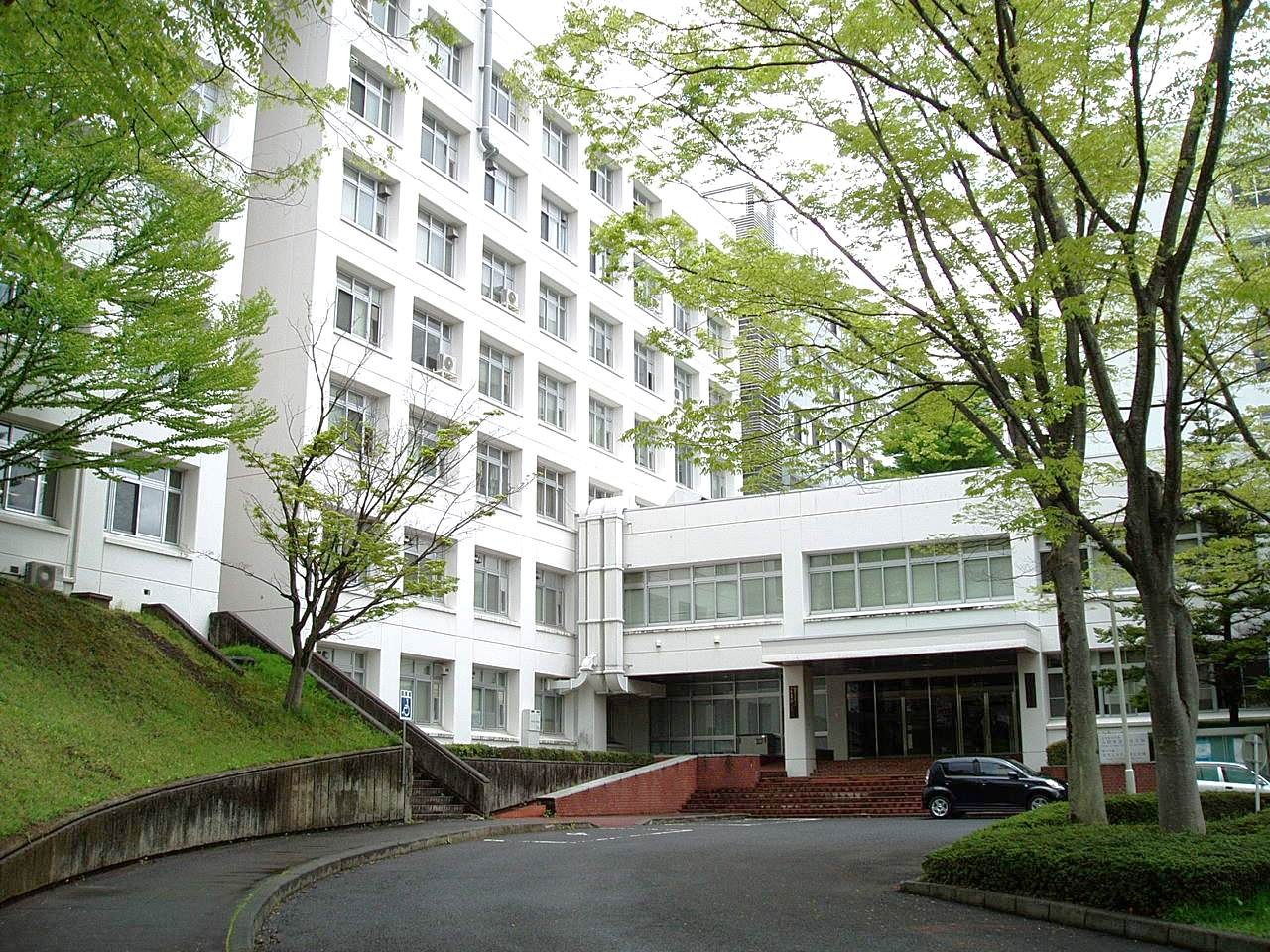
人間発達文化学類・共生システム理工学類棟入り口

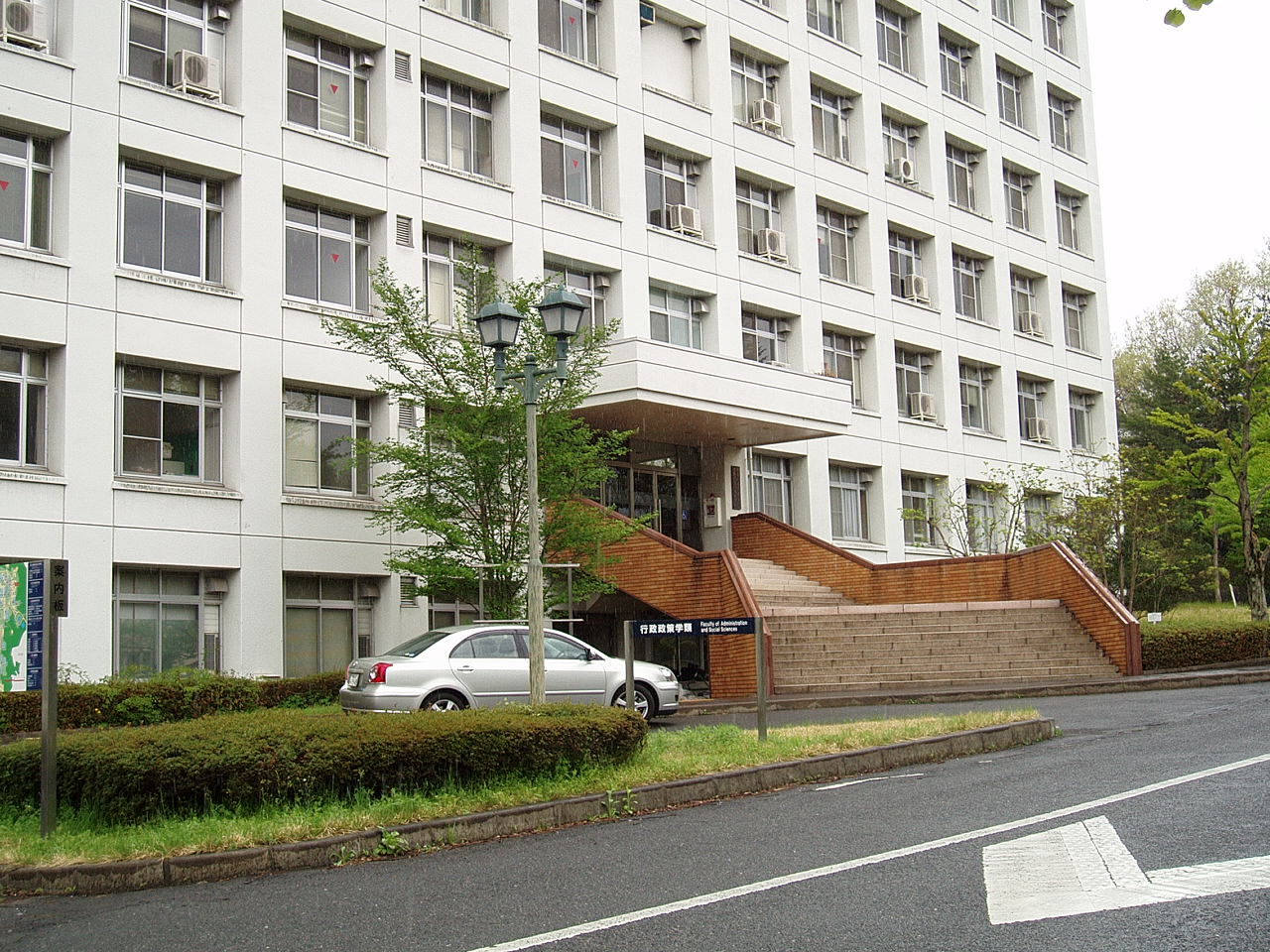
行政政策学類棟

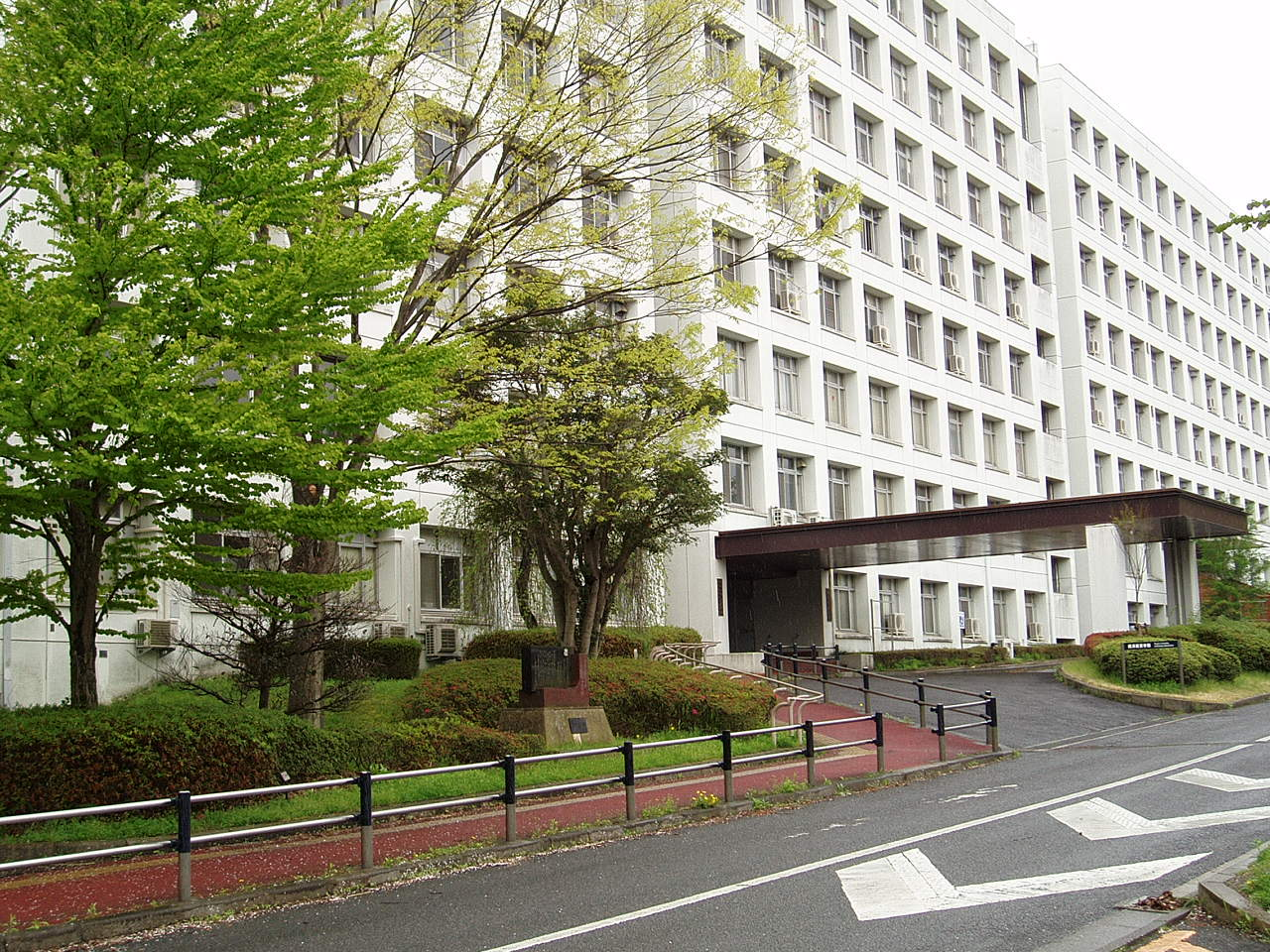
経済経営学類棟

- 人文社会学群

- 人間発達文化学類 - 旧教育学部

教育学部を改組して、2004年10月に設置された。
- 人間発達専攻

学習支援クラス、教育探究クラス、人間科学クラス、特別支援クラス、子育て支援クラス
- 文化探究専攻

言語文化クラス、地域生活文化クラス、数理科学クラス
- スポーツ・芸術創造専攻

スポーツ探究クラス、生涯スポーツクラス、
芸術文化クラス（音楽、美術）
- 行政政策学類 - 旧行政社会学部

- 地域政策と法コース
- 地域社会と文化コース

- 経済経営学類 - 旧経済学部

- 経済分析専攻

- 経済分析コース

- 国際地域経済専攻

- 国際比較経済コース
- 地域経済政策コース

- 企業経営専攻

- ビジネス・アカウンティングコース
- ビジネス・マネジメントコース

- 現代教養コース - 旧・行政社会学部及び経済学部夜間主コースを改組。主として社会人が対象の夜間主コース

- 文化教養モデル

人間発達学類に所属。
- コミュニティ共生モデル

行政政策学類に所属。昼間主コースの法学専攻・地域と行政専攻にあたる。旧行政社会学部・地域と政策コース。
- 法政策モデル

行政政策学類に所属。昼間主コースの地域と行政・社会と文化専攻にあたる。旧行政社会学部・地域と共生コース。
- ビジネス探求モデル

経済経営学類に所属。
- 理工学群

- 共生システム理工学類

旧教育学部の一部及び経済学部・行政社会学部の自然科学系講座を母胎として、2004年10月に設立された。
- 人間支援システム専攻

「ヒューマンサイエンス領域」、「メカトロニクス領域」、「コンピュータサイエンス領域」の科目群がある。
- 産業システム工学専攻

「数理科学・経営工学」、「物質科学・製造技術」の科目群がある。
- 環境システムマネジメント専攻

- 農学群

- 食農学類

- 食品科学コース

農産物の付加価値化を学ぶ。
- 農業生産学コース

農産物の高品質化を学ぶ。
- 農業経営学コース

魅力的な農業経営の確立を学ぶ。
- 生産環境学コース

持続可能な農業農村づくりを学ぶ。

### 研究科
- 人間発達文化研究科[注 6]（修士課程。2009年4月に「教育学研究科」から改組された）
  - 教職教育専攻
領域：学校教育、カリキュラム開発
  - 地域文化創造専攻
領域：日英言語文化、地域生活文化、数理科学、スポーツ健康科学、芸術文化
  - 学校臨床心理専攻
領域：臨床心理、学校福祉臨床

- 地域政策科学研究科（修士課程）
  - 地域政策科学専攻
履修分野[注 7]：地方行政、社会経済法、行政基礎法、社会計画、地域文化

- 経済学研究科[注 8]（修士課程）
  - 経済学専攻
    - コース[注 9]
      - 経済学・経済史コース
      - 国際経済経営コース
      - 地域経営経済コース[注 10]

    - モデル[注 11]
      - 修士論文研究モデル（修論モデル）
      - 実務家・特定課題研究モデル（実務家モデル）[注 12]

  - 経営学専攻
    - コース[注 11]
      - 国際経済経営コース
      - 地域経営経済コース
      - 経営管理コース[注 13]

    - モデル[注 11]
      - 修士論文研究モデル（修論モデル）
      - 実務家・特定課題研究モデル（実務家モデル）

- 共生システム理工学研究科[注 14]（博士前期課程・修士課程・博士後期課程）
  - 共生システム理工学専攻
    - 博士前期課程の分野
数理・情報システム分野
物理・メカトロニクス分野
物質・エネルギー科学分野
生命・環境分野
    - 修士課程
      - 環境放射能学専攻
        - 生態学分野
        - モデリング分野
        - 計測分野

    - 博士後期課程の領域
共生機械システム領域、産業共生システム領域、環境共生システム領域

### 学系
研究組織
- 人間・心理学系
- 文学・芸術学系
- 健康・運動学系
- 外国語・外国文化学系
- 法律・政治学系
- 社会・歴史学系
- 経済学系
- 経営学系
- 数理・情報学系
- 機械・電子学系
- 物質・エネルギー学系
- 生命・環境学系

### 附属機関
- 附属図書館
- 保健管理センター
- 地域創造支援センター
- 総合情報処理センター
- 総合教育研究センター
- うつくしまふくしま未来支援センター
- 国際交流センター
- 環境放射能研究所（2013年7月設置）
  - 基盤科学分野
  - 環境科学分野
  - 情報科学分野
- 附属幼稚園
- 附属小学校
- 附属中学校
- 附属特別支援学校
- 事務局

### 研究

#### プロジェクト研究所
- 権利擁護システム研究所
- 地域ブランド戦略研究所
- 芸術による地域創造研究所
- 発達障害児早期支援研究所
- 小規模自治体研究所
- 松川事件研究所
- 協同組合ネットワーク研究所
- 地域スポーツ政策研究所
- 低炭素社会研究所
- 災害復興研究所
- 災害心理研究所

## 学生生活

### 福大祭
福大祭（ふくだいさい）は10月の最終週の土曜日・日曜日に開催される福島大学の文化祭。前日3日間に行われるスポーツフェスティバルは別のイベントであるが、福大祭の実行組織が開催しているため、この行事を入れた5日間をまとめて福大祭と呼ぶことがある。通常授業はスポーツフェスティバルから休講になるため、（ただし夜間は開講）センター試験の休講と累積する金曜日は授業不足のため1月に振り替え授業が行われる。
福大祭を主催する組織は福大祭実行委員会である。活動期間は主に5月〜11月。活動場所は大学敷地内の合宿研修所。当日は大学内の交通整理や環境美化、施設管理が委員に一任される。

### スポーツフェスティバル
スポーツフェスティバルの実施競技はソフトボール、バレーボール、バスケットボール、卓球、バドミントン、サッカー、ドッジボールの7種目。一般人の参加は認められていないが、参加団体が許可した場合にのみ参加が認められる。

### スポーツ
福島大学陸上競技部は、女子短距離部門が全国の強豪として知られ、日本記録保持者やオリンピアンのOGらがいる。

### サークル

#### 統一サークル連合公認サークル（71団体）
学生の自主的な学問研究および文化・スポーツ活動の振興と発展を期することを目的に、学生の自治組織として統一サークル連合が組織されている。その公認サークルに対しては自治会等から財政上の助成等が行われている。
統一サークル連合に公認されているサークル（71団体）は次の通りである。

##### 文化系（34団体）
- アカペラサークルRainbow Pumpkin
- ESS（英会話研究会）
- 裏千家茶道部
- 映画制作サークル
- SF研究会
- 演劇研究会
- お笑い同好会
- 音楽プロデュース研究会
- 化学研究会
- COLOR s
- 管弦楽団
- ギタークラブ
- 競技麻雀部
- 教職サークルFUN
- 考古学研究会
- 混声合唱団
- CPA（会計学研究会）
- 児童文化研究会
- ジャグリングサークル
- 写真部
- しゅわ手話研究会 Drops
- 書道研究会
- 吹奏楽団
- ねこサークル（ふくねこ）
- HEARTS（学生ボランティア）
- ハートフル☆スタジオ
- はらい川セツルメント
- ビア☆カン
- 美術研究会
- Folk&Rock研究会
- 文芸部
- 放送部
- 漫画研究会
- 旅行同好会

##### 体育系（37団体）
- 合気道部
- 居合道部
- オリエンテーリング部
- 空手道部
- 弓道部
- 競技ダンス部
- 行政政策学類陸上競技部
- 経済バスケットボール部
- 剣道部
- 硬式テニス部
- 硬式野球部
- サッカー部
- 山岳部
- 柔道部
- 準硬式野球部
- 女子バスケットボール部
- 女子バレーボール部
- 女子ハンドボール部
- 女子ラクロス部
- 水泳部
- スキー部
- ストリートダンス同好会 D.FOOL
- ソフトテニス部
- 卓球部
- 男子ソフトボール部 (SPARKS)
- 男子バスケットボール部
- 男子バレーボール部
- 男子ハンドボール部
- 男子ラクロス部
- チアダンスサークル -Peach Graffiti-
- 馬術部
- バドミントン部
- 福島学生“源種”~seed~
- 夜間主剣道部
- ラグビー部
- 陸上競技部
- ワンダーフォーゲル部

#### 非公認サークル（39団体）
- アルティメットサークル
- 囲碁部
- エンカレッジ福島
- オールジャンルスポーツクラブ（カシミヤス）
- 学生団体　リプラボ
- 草野球同好会
- くっ倶楽部
- 硬式テニス同好会
- コピーダンスサークルÉtica
- サッカー同好会
- 自費出版同好会
- ジャズ研究会
- 将棋部
- 女子ソフトボールサークル
- スタ☆ふくプロジェクト
- ソフトテニス同好会
- 体操部
- 卓球サークル
- とげっちょ組～地域活性化サークル～
- ドライブサークルししまる
- ☆バトスピ部
- バレーボールサークル“行バレ”
- バレーボールサークル凜
- バレーボール同好会
- ハロプロ研究会
- 美術館巡り同好会
- Voteプロジェクト
- フットサル (sexy monkeys)
- フットサルサークル
- ポケモンサークル
- みんなとテニス
- 森のくまさんと愉快な仲間たち
- 夜間主バレーボールクラブ
- 夜間主フットサル
- トライアスロン部
- 競技カルタサークル

#### その他の団体（6団体）
- 統一サークル連合
- 新入生歓迎運動実行委員会
- 福大祭実行委員会
- 学生ボランティアグループkey's
- 災害ボランティアセンター
- 生協学生委員会

## 大学関係者と組織

### 大学関係者組織
同窓会は以下の通り。
- 吾峰会（教育学部・人間発達文化学類）
- 信陵同窓会（経済学部・経済経営学類）
- 阿武隈会（行政社会学部・行政政策学類）
- きびたき会（共生システム理工学類）

## 施設

### キャンパス

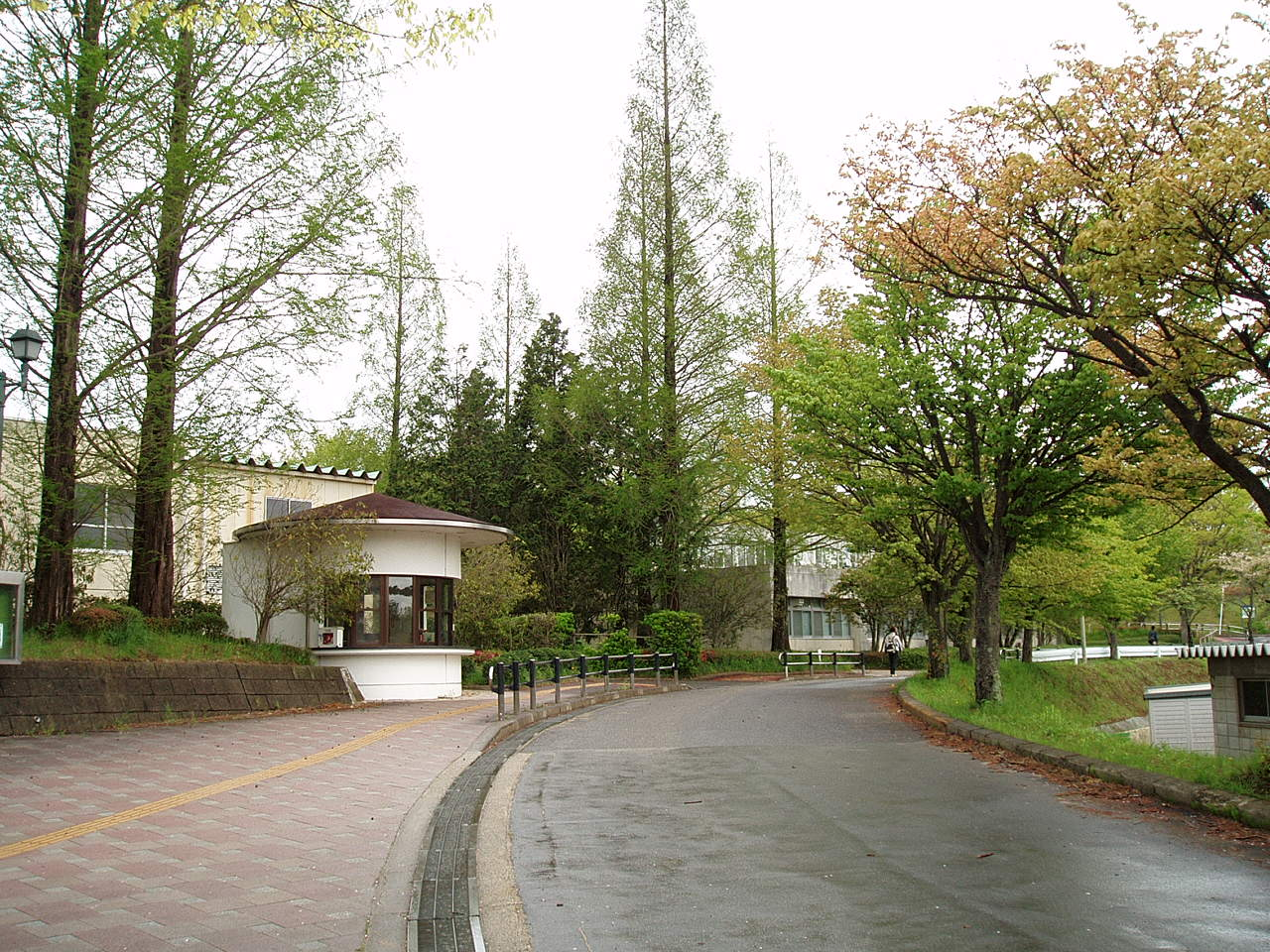
西門（金谷川駅最寄りの門）

- 交通アクセス：JR東北本線の金谷川駅東口から徒歩約10分。

#### サテライトキャンパス
福島大学では以下のサテライトキャンパスを設置している。
- 街なかブランチ（サテライト教室）（福島市）
- 郡山サテライト（郡山市）
- いわきサテライト（いわき市）
- 会津若松サテライト（会津若松市）
- 白河サテライト（白河市）

### 寮
金谷川キャンパス内に如月寮、信夫寮、葵寮という3つの学寮、福島市内に留学生向け宿舎の国際交流会館がある。金谷川キャンパスの三寮は学生の自治によって運営される自治寮である。伝統的に如月寮は教育学部（人間発達文化学類）の男子学生、信夫寮は経済学部（経済経営学類）の男子学生が多く入寮する傾向がある。金谷川キャンパスに統合される以前は旭寮という男子寮があったが、新キャンパスには建設されなかった。葵寮は女子寮である。

### 学内設備
90名前後を収容する教室で構成するS講義棟、150名程度を収容する教室で構成するM講義棟、250～350名を収容する教室（４室）で構成するL講義棟があり、専門演習や、実験などを行わない教養科目の講義は学類を問わずこれらの教室で行われる。
その他主要な建物は各学類棟、付属図書館、共生システム理工学類実験棟、大学本部、大学会館、環境放射能研究所。

## 対外関係

### 他大学との交流協定
福島大学では2019年10月現在、国外の54大学と協定を締結し、学術交流や学生派遣を行っている。協定校での短期語学研修も実施している。
| 国             | 大学                                     | 学術交流 | 学生交流 |
| -------------- | ---------------------------------------- | -------- | -------- |
| 中華人民共和国 | 北京師範大学                             | 〇       |          |
| 中華人民共和国 | 華東師範大学                             | 〇       | 〇       |
| 中華人民共和国 | 河北大学                                 | 〇       | 〇       |
| 中華人民共和国 | 中南財政経法大学                         | 〇       |          |
| 中華人民共和国 | 西南交通大学                             | 〇       |          |
| 中華人民共和国 | 重慶理工大学                             | 〇       | 〇       |
| 台湾           | 国立台北大学                             | 〇       | 〇       |
| 台湾           | 文藻外語大学                             | 〇       | 〇       |
| 大韓民国       | 韓国外国語大学校                         | 〇       | 〇       |
| 大韓民国       | ソウル市立大学校                         | 〇       | 〇       |
| 大韓民国       | 中央大学校                               | 〇       | 〇       |
| 大韓民国       | 培材大学校                               | 〇       | 〇       |
| ベトナム       | ベトナム国家大学 ハノイ人文社会科学大学  | 〇       | 〇       |
| ベトナム       | ベトナム国家大学 ハノイ自然科学大学      | 〇       |          |
| ベトナム       | ホアセン大学                             | 〇       |          |
| ベトナム       | トゥイロイ大学                           | 〇       | 〇       |
| インドネシア   | シアクアラ大学                           | 〇       |          |
| フィリピン     | アテネオ・デ・マニラ大学                 | 〇       | 〇       |
| トルコ         | アンカラ大学                             | 〇       | 〇       |
| トルコ         | 中東工科大学                             | 〇       | 〇       |
| トルコ         | エーゲ大学                               | 〇       | 〇       |
| オーストラリア | クイーンズランド大学                     | 〇       | 〇       |
| アメリカ合衆国 | ウィスコンシン大学 オークレア校          | 〇       |          |
| アメリカ合衆国 | ミドルテネシー州立大学                   | 〇       |          |
| アメリカ合衆国 | ニューヨーク州立大学 アルバニー校        | 〇       | 〇       |
| アメリカ合衆国 | コロラド州立大学                         | 〇       | 〇       |
| アメリカ合衆国 | サンフランシスコ州立大学                 | 〇       | 〇       |
| アメリカ合衆国 | オザークス大学                           | 〇       | 〇       |
| アメリカ合衆国 | ジョージア大学                           | 〇       |          |
| アメリカ合衆国 | セント・トーマス大学                     | 〇       | 〇       |
| アメリカ合衆国 | ルイジアナ州立大学                       | 〇       | 〇       |
| カナダ         | ブリティッシュコロンビア大学             | 〇       |          |
| カナダ         | マクマスター大学                         | 〇       |          |
| イギリス       | グラスゴー大学                           | 〇       |          |
| イギリス       | ノーサンブリア大学                       | 〇       | 〇       |
| イギリス       | ポーツマス大学                           | 〇       |          |
| イギリス       | ウィンチェスター大学                     |          | 〇       |
| イギリス       | スターリング大学                         |          | 〇       |
| ドイツ         | ルール大学ボーフム                       | 〇       | 〇       |
| ドイツ         | ハノーファー大学                         | 〇       | 〇       |
| ドイツ         | ルードヴィヒスハーフェン経済大学         | 〇       | 〇       |
| ドイツ         | ミュンスター応用科学大学                 | 〇       | 〇       |
| スロベニア     | リュブリャナ大学                         | 〇       | 〇       |
| スペイン       | サラゴサ大学                             | 〇       | 〇       |
| オランダ       | ハンザUAS・フローニンゲン大学            | 〇       | 〇       |
| ハンガリー     | カーロリ・ガーシュパール・カルビン派大学 | 〇       | 〇       |
| ルーマニア     | ブカレスト大学                           | 〇       | 〇       |
| セルビア       | ベオグラード大学                         | 〇       | 〇       |
| ベラルーシ     | ベラルーシ国立大学                       | 〇       | 〇       |
| ロシア連邦     | 極東国立交通大学                         | 〇       | 〇       |
| ウクライナ     | ウクライナ国立生命環境科学大学           | 〇       |          |
| ウクライナ     | チェルニーヒウ国立工科大学               | 〇       |          |
| ウクライナ     | オデッサ国立環境大学                     | 〇       |          |
| ノルウェー     | ノルウェー生命科学大学                   | 〇       |          |

### 地方自治体との協定
※締結年月日順
- 福島県教育委員会
- 郡山市
- 福島市
- 白河市
- 南相馬市
- 郡山市教育委員会
- 福島県
- 会津美里町
- 奥会津五町村(只見町、柳津町、三島町、金山町、昭和村)
- 田村市
- 会津若松市及び会津若松市議会
- 本宮市
- 飯舘村及び飯舘村議会
- 喜多方市
- 双葉地方八町村 (広野町、楢葉町、富岡町、川内村、大熊町、双葉町、浪江町、葛尾村)
- 湯川村及び湯川村議会
- 伊達市教育委員会
- 国見町
- 国見町教育委員会
- 富岡町
- 棚倉町
- 大玉村教育委員会
- 棚倉町教育委員会
- 二本松市
- 桑折町教育委員会
- 西白河4町村(西郷村、泉崎村、中島村、矢吹町)
- 須賀川市
- 伊達市
- 川俣町および飯舘村

### 他大学との協定
- 放送大学学園と単位互換協定を締結している[10]。
- 茨城大学および宇都宮大学と単位互換に関する協定を締結している。
- 福島県内の14の大学・短期大学・高等専門学校と単位互換協定を締結している。

## 附属学校
- 福島大学附属幼稚園
- 福島大学附属小学校
- 福島大学附属中学校
- 福島大学附属特別支援学校